# Serge Mangin

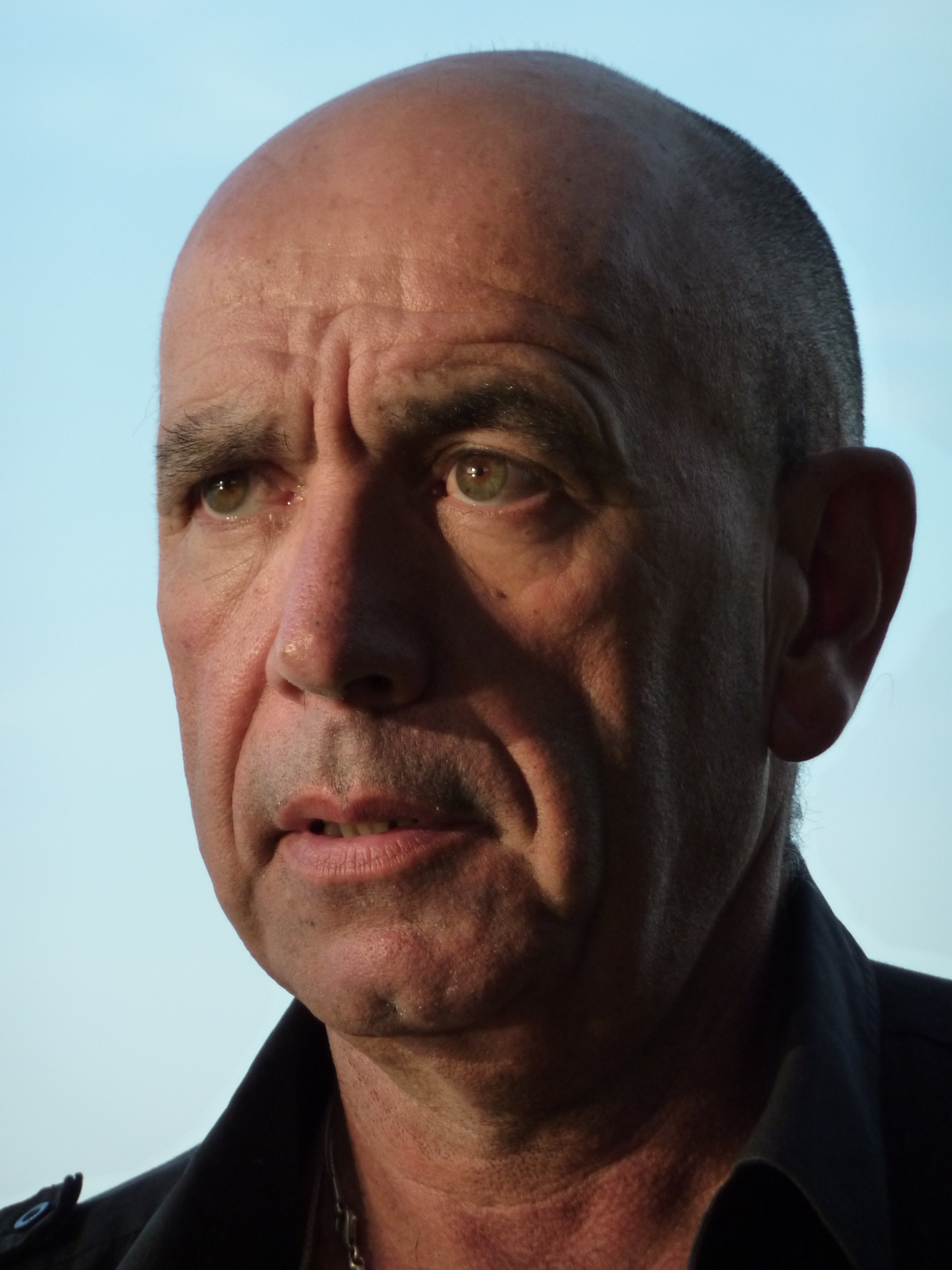
Serge Mangin (2009)

Serge Mangin (* 2. Februar 1947 in Paris) ist ein französischer Bildhauer in München.

## Leben
Nach dem Mai 1968 übersiedelte er 1971 von Frankreich in die Bundesrepublik Deutschland. In München studierte er Bildhauerei bei Anton Rückel, der sich besonders durch Christliche Kunst hervorgetan hat. Mangin ist Bildhauer, Aquarellist und Buchillustrator. Die Frau und die Landschaft des Mittelmeerraums sind bevorzugte Sujets. Internationale Anerkennung gewann er vor allem durch Büsten von George H. W. Bush, Michail Gorbatschow, Ernst Jünger, Helmut Kohl, Hans Küng, Karl Schlecht, Erwin Teufel, Henry Miller, Friedrich Nietzsche, Luciano Pavarotti und Arthur Schopenhauer. „Sie spiegeln den Geist der Aufklärung und verleihen der Idee Europas Tiefe und historische Authentizität.“

„Zu einer Zeit, in der wir verpflichtet sind, die Tiere, die Luft, die Pflanzen und das Wasser zu retten, sollten wir ein Menschenbild darstellen, das glaubwürdig ist.“

Der französische Botschafter François Scheer ernannte Mangin 1995 zum Chevalier des Ordre des Arts et des Lettres.
2012 veröffentlichte Mangin ein Pamphlet gegen die zum religiösen Dogma gewordene Ideologie des Geldes.

## Werke

### Schriften
- Annäherungen an Ernst Jünger. Langen Müller, München 1998. ISBN 3-7844-2701-4.
- Erwachen in Sparta. Ein griechisches Tagebuch. Kulturverlag Kadmos, Berlin 2009. ISBN 978-3-86599-072-3.
- Serge Mangin – ein Bildhauer für Europa. Belser-Verlag 2016, ISBN 978-3-7630-2766-8.

### Plastiken
- Fischerdenkmal, Neustadt in Holstein
- Deutsche Einheit
- Save our seas, Westerland
- Galionsfigur der Princesse de Provence
- Der Lektor, Langen Müller Verlag
- Freies Europa
- 10 Statuen auf dem Schiff Deutschland
- Albert Einstein, Rinecker Proton Therapy Center
- Väter der Einheit, Axel-Springer-Hochhaus (Kohl, Bush, Gorbatschow)

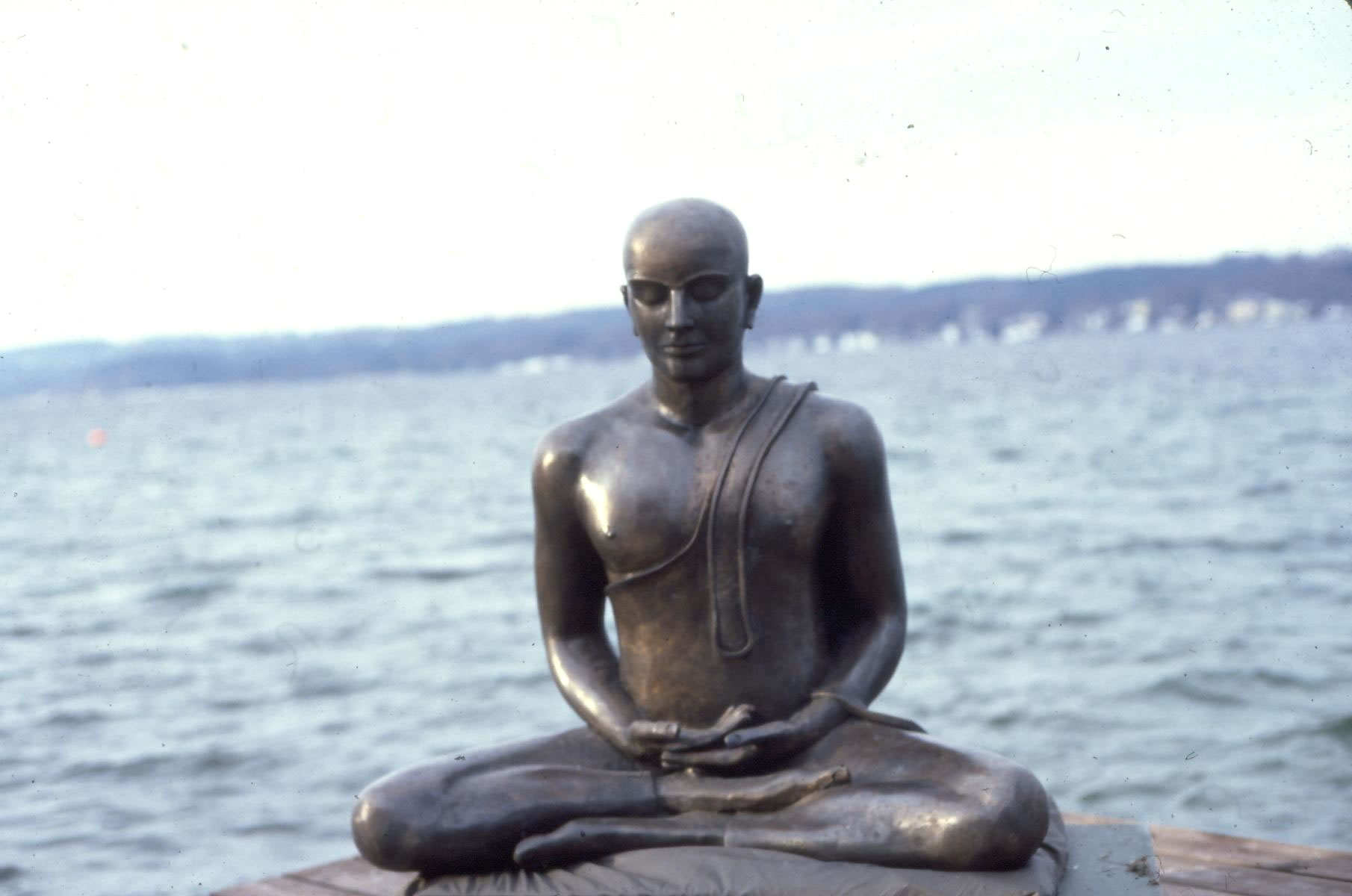
Meditierender Mönch (1984)
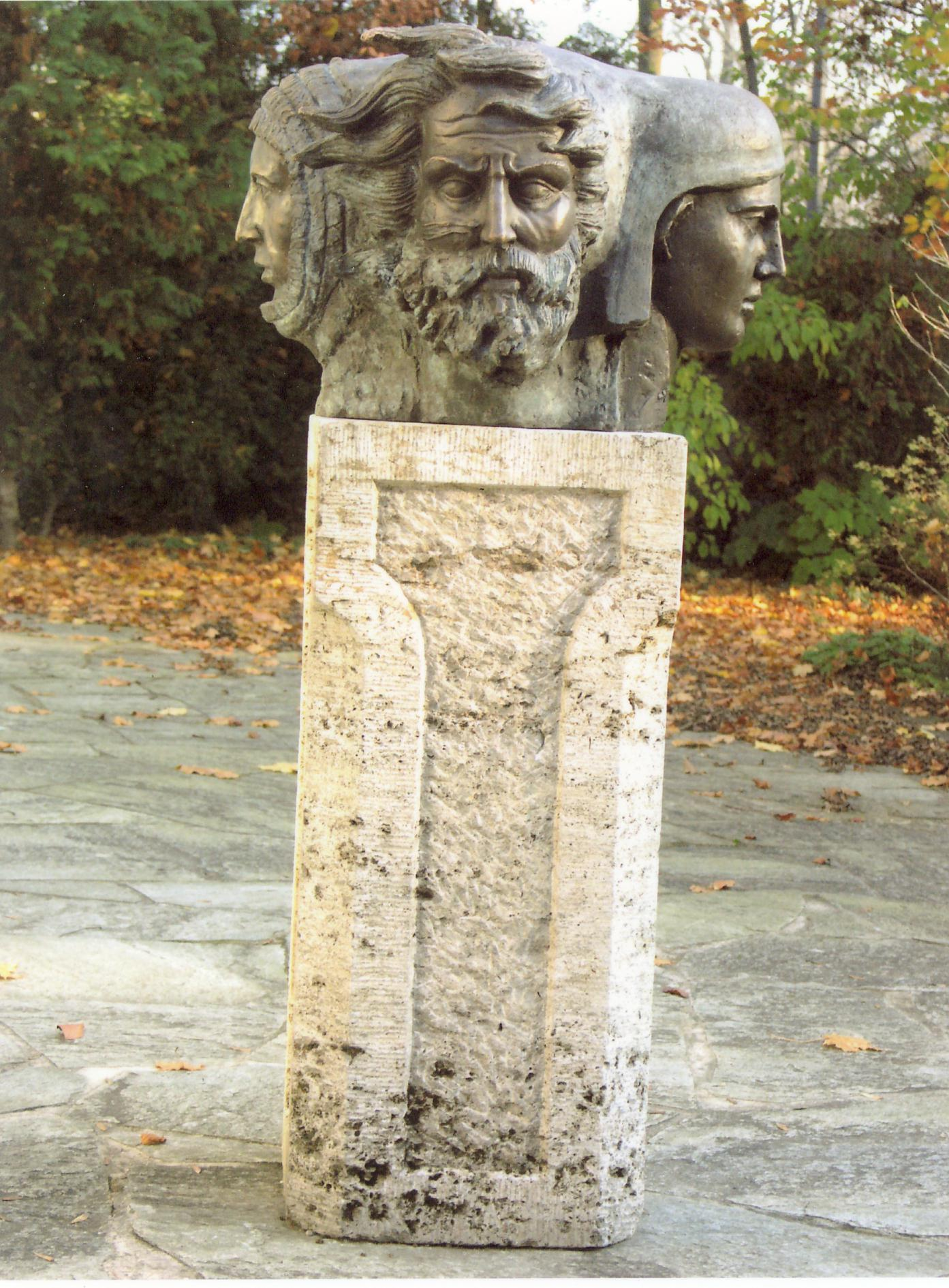
Vier Winde (1986)
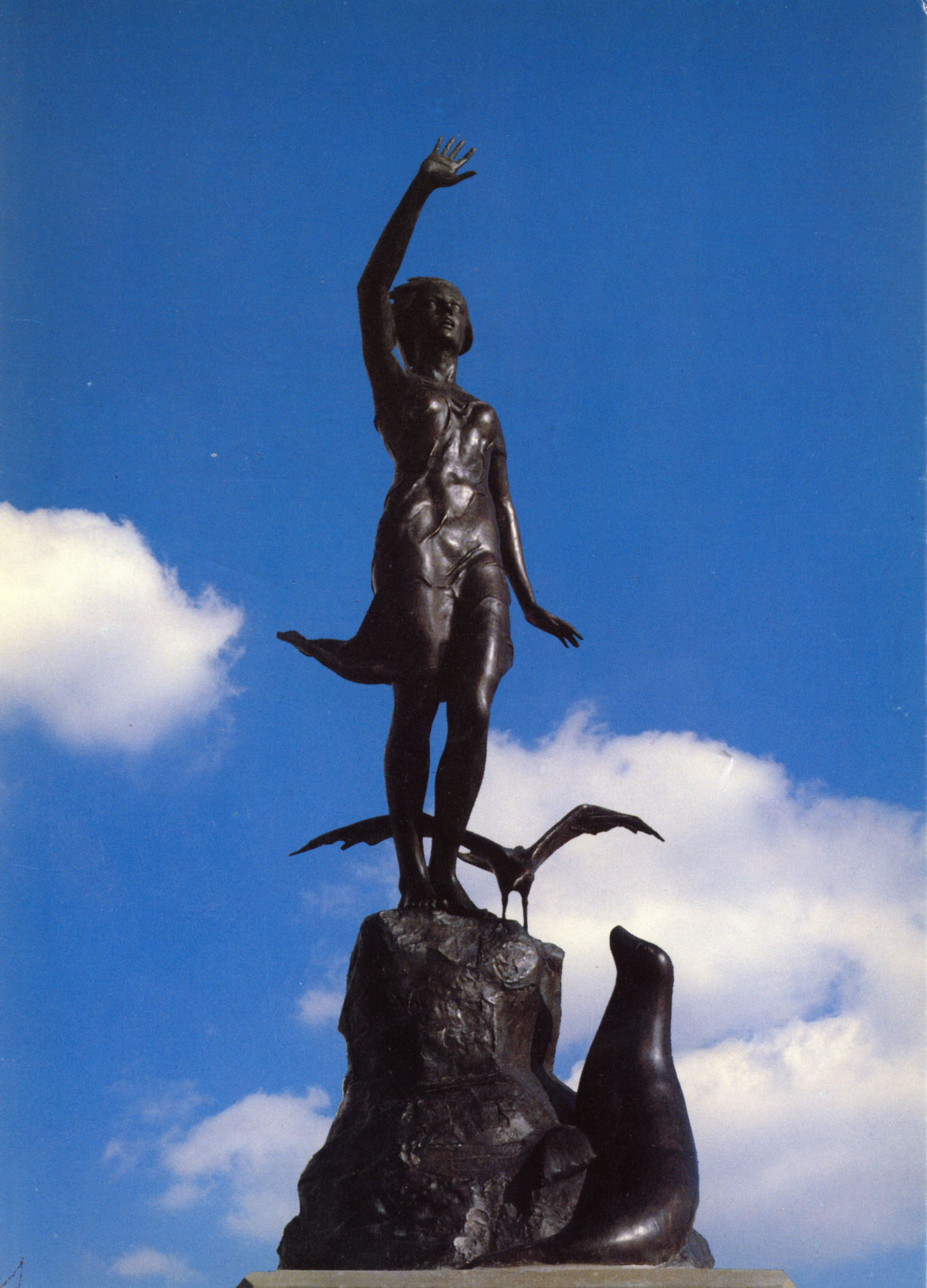
S.O.S. – Save our Seas (1990)
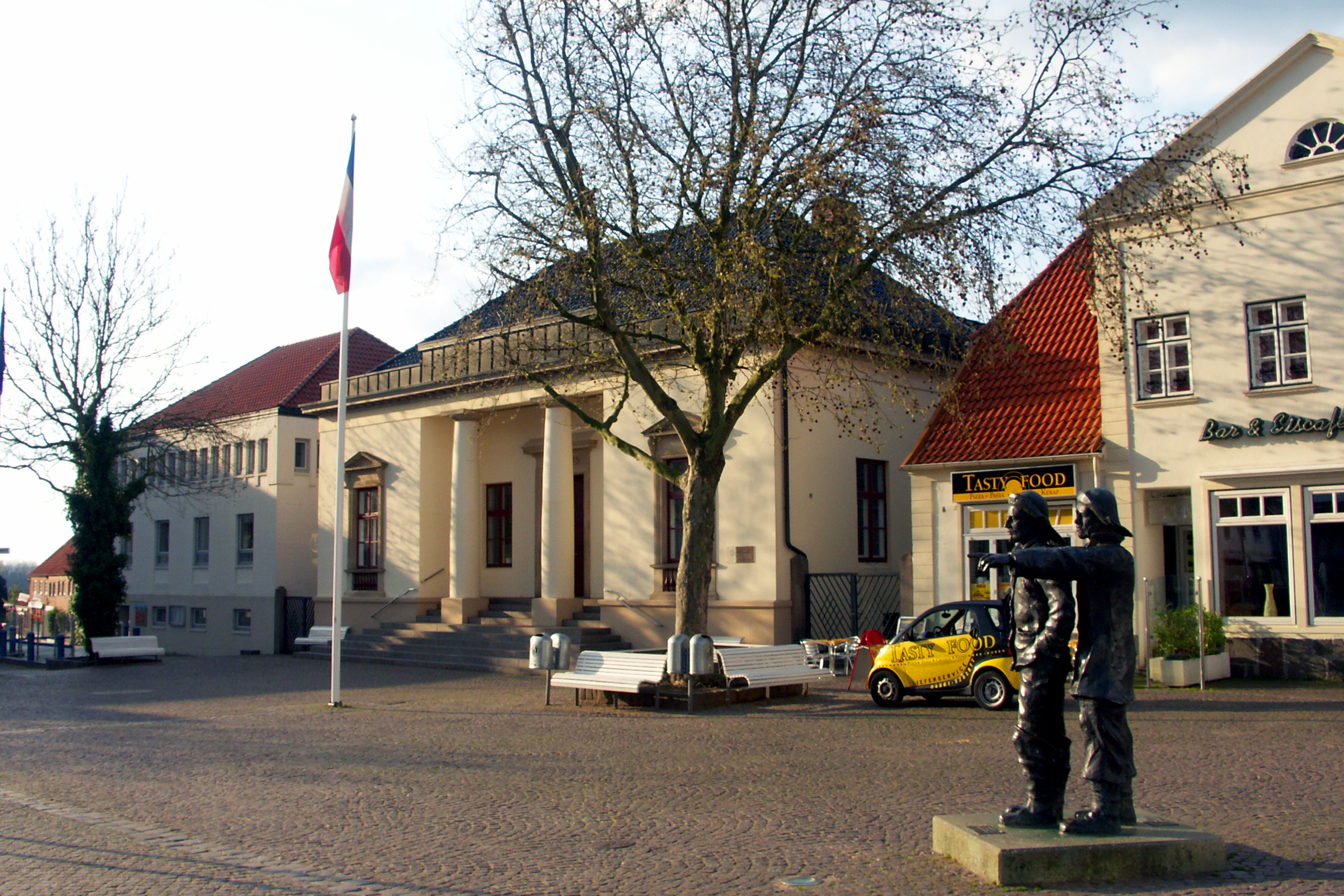
Fischerdenkmal in Neustadt i. H. (1994)
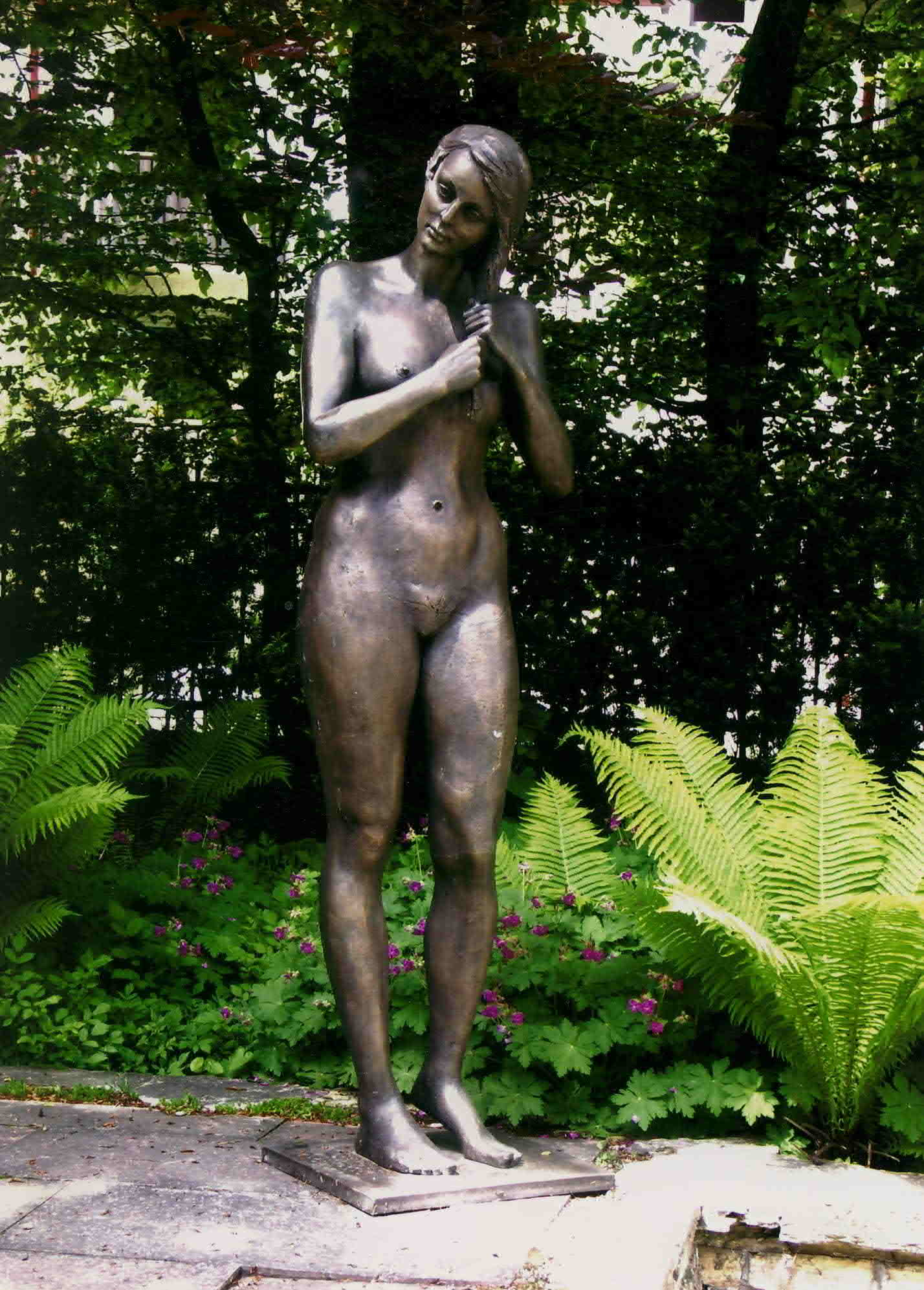
Aurore
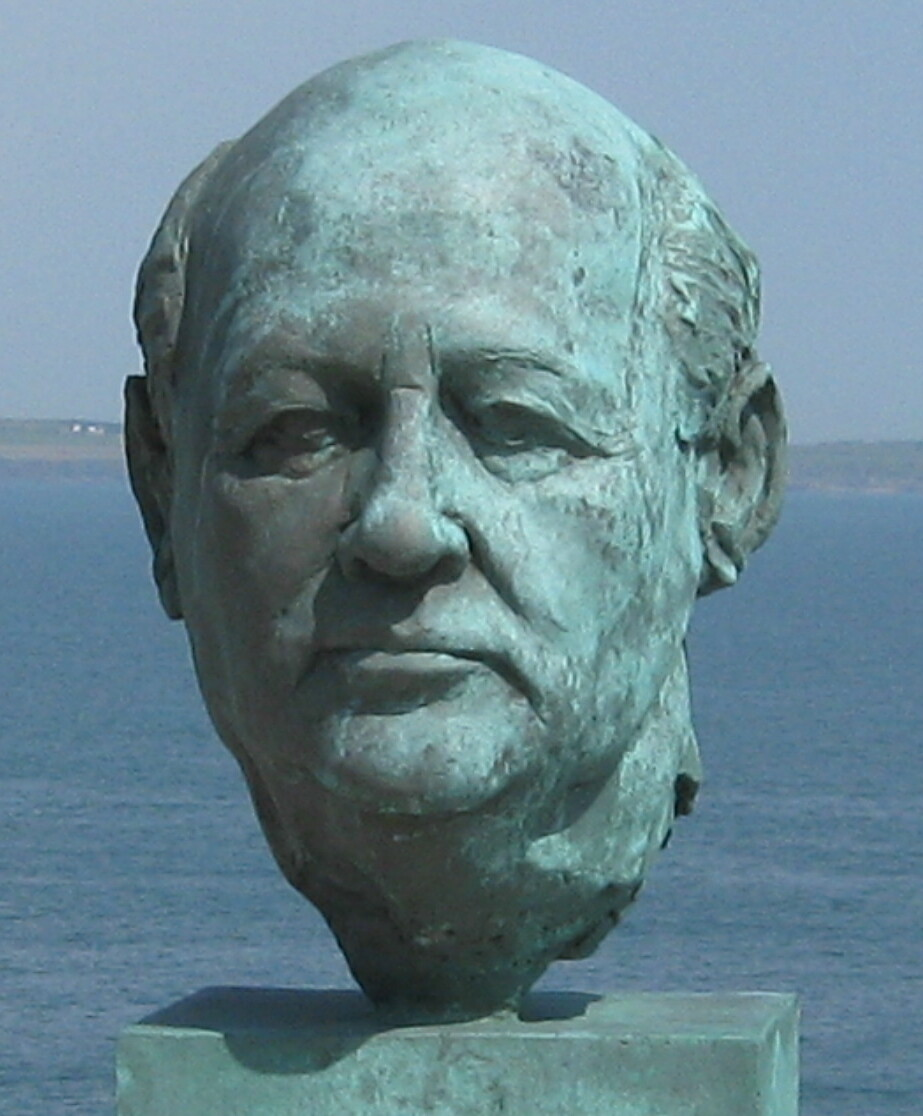
Gorbatschow auf der Deutschland (2010)
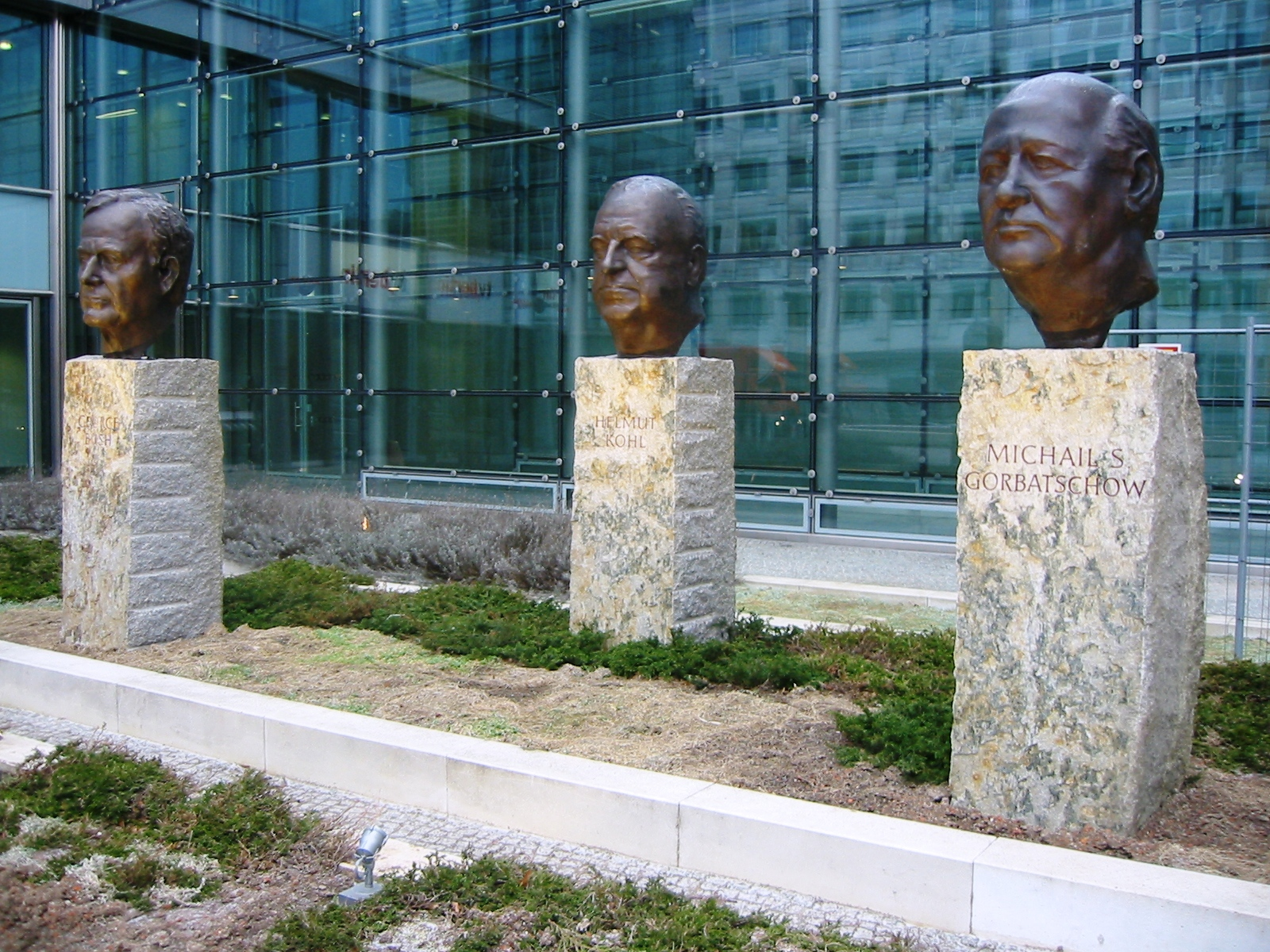
Väter der Einheit (2011)
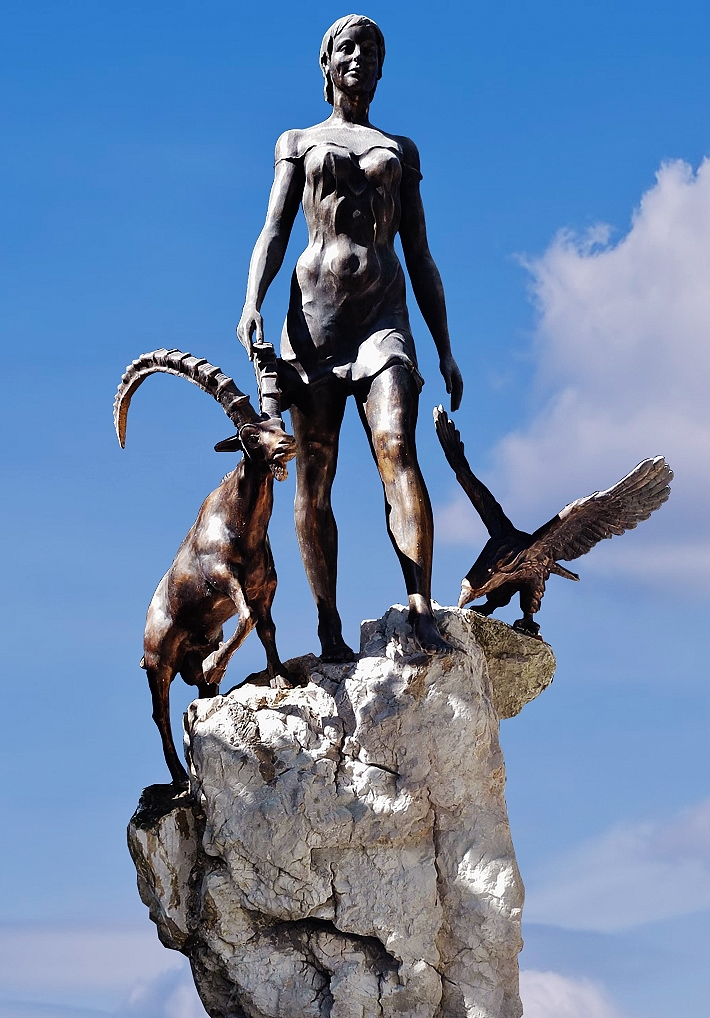
Save Our Nature (Wien)
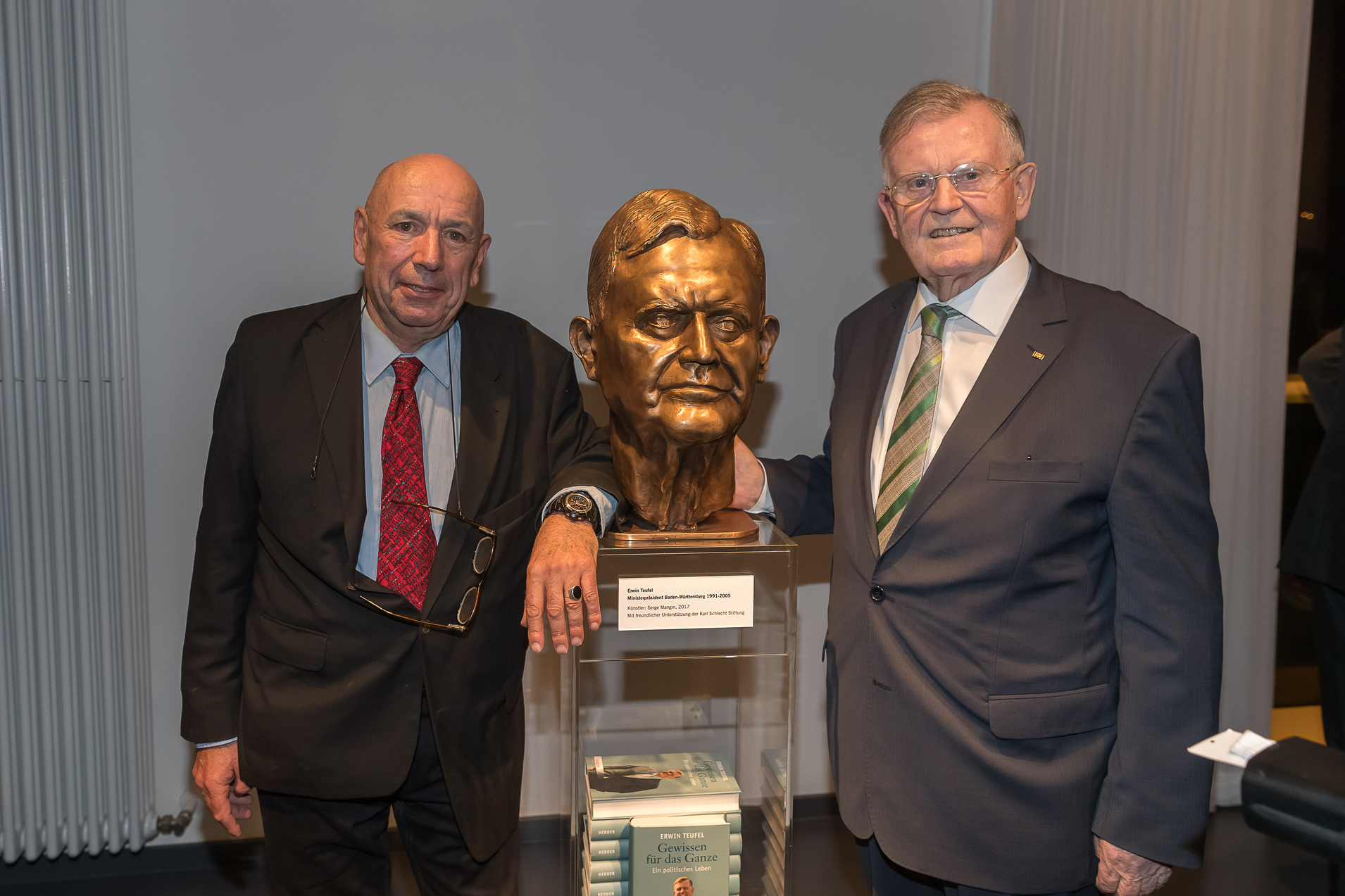
Mit Erwin Teufel